# Uhrovské Podhradie
Uhrovské Podhradie (Hongaars: Zayváralja) is een Slowaakse gemeente in de regio Trenčín, en maakt deel uit van het district Bánovce nad Bebravou.
Uhrovské Podhradie telt 38 inwoners.